# Hawaianos nativos
Hawaianense (en idioma hawaiano, kānaka ʻōiwi, kānaka maoli o Hawaiʻi maoli) es un término que se refiere a los pueblos polinesios oriundos de las islas de Hawái o sus descendientes.
De acuerdo con el reporte del año 2000 de la Oficina del Censo de Estados Unidos, existen 401.162 personas que se identifican como «hawaianos nativos» (native Hawaiian en inglés). Dos tercios de hawaianos nativos son residentes de Estados Unidos en el estado de Hawái. El tercio restante tiene su mayoría en los estados de California, Nevada y Washington.